# Exocelina australis
Exocelina australis es una especie de escarabajo del género Exocelina, familia Dytiscidae. Fue descrita científicamente por Clark en 1863.

## Distribución geográfica
Habita en Australia.